# Dietrich von Grüningen
Dietrich von Grüningen, anche noto come von Groeningen (1210 circa – 3 settembre 1259), fu un Cavaliere Templare, secondo Landmeister dell’Ordine di Livonia e Landmeister di Prussia e Deutschmeister dell'Ordine Teutonico, una delle figure amministrative più importanti all'interno dello stesso nel XIII secolo..

## Biografia

### Primi anni
Era figlio di un ministeriale di Weissensee in Turingia al servizio dei Ludowinger Langravi di Turingia, che rispondeva a Greußen. Fu probabilmente istruito come cavaliere il 18 novembre 1234 a Marburgo, assieme al futuro Gran Maestro Corrado di Turingia (1206-1240) e altri otto fedelissimi di quest’ultimo: tra di essi, vi era anche un altro successivo Gran Maestro, Hartmann von Heldrungen (morto nel 1282), sempre nell’ordine teutonico. Tale istituzione fu verosimilmente imposta loro a seguito della distruzione della città di Fritzlar e la profanazione della cattedrale locale due anni prima.

### Contesto storico e vita da cavaliere
A seguito della sconfitta dei cavalieri portaspada dopo la grave sconfitta riportata contro i samogizi nella battaglia di Šiauliai il 22 settembre 1236 nell'ambito della crociata livoniana, un anno dopo Papa Gregorio IX diede il placet alla costituzione dell'Ordine livoniano come branca dell'Ordine Teutonico: tale congiungimento sembrò rappresentare il definitivo tramonto degli ex cavalieri portaspada, ma invece i crociati livoniani furono sempre in grado di riuscire a gestirsi con una certa autonomia. Dietrich von Grueningen divenne forse nello stesso anno Landmeister di Livonia. Nonostante questa progressione di carriera, l'allora Gran Maestro teutonico Hermann von Salza decise di affidare il ruolo di guida dei crociati livoniani a Hermann von Balk, Landmeister di Prussia, ritenuto più maturo dell’ancora giovane Dietrich von Grüningen membro dei teutonici da meno anni. Ciò non esclude però che Grüningen avesse assunto un ruolo consultivo al servizio di Balk in Livland. Già nel 1238 infatti, quando Balk rinunciò alla sua carica per via delle sue precarie condizioni di salute e nacquero feroci contese con l'Arcivescovo di Riga Nikolaus von Nauen sui diritti di sovranità delle terre possedute precedentemente dai cavalieri portaspada, fu Dietrich von Grüningen ad assumere il ruolo di guida dell'Ordine livoniano.
Grüningen mantenne la sua carica fino al 1246 come Landmeister in Livonia, salvo che per una breve interruzione tra il 1241 e il 1242 in cui in cima alla piramide gerarchica vi fu Andreas von Felben. Rinunciando alla sua carica di Gran Maestro e succeduto da Heinrich von Heimburg, rimase tuttavia membro dell'Ordine. Spesso si astenne dalle decisioni amministrative, in quanto contrario alle politiche degli Staufer. Nel 1245, divenne temporaneamente deputato del consiglio del Sacro Romano Impero. Dal 1246 al 1259, ricoprì anche il ruolo di Landmeister di Prussia, seguendo per i primi due anni le disposizioni di Poppo von Osterna. Dal 1254 al 1256, assieme al Maestro Poppo von Osterna divenne sia Landmeister che Deutschmeister. Grüningen portò a compimento la conquista della Kurland nell'ambito della suddetta crociata livoniana e costruì una serie di numerose fortezze, tra cui Goldingen (Kuldīga) e Amboten (Embūte).
Nel 1254, fu incaricato dalla Santa Sede di condurre una serie di rappresentanti dell’Ordine a Roma da Papa Innocenzo IV. A seguito di tale incontro, fu autorizzato a ricevere supporto logistico e bellico a seguito dell'emanazione di una Bolla papale da parte della diocesi di Kulm, della Pomesania e della Curlandia per la conquista di Barten e Galinden. Nel dicembre del 1254, partecipò a un'intesa in qualità di rappresentante dell'Ordine con l'Arcivescovo di Riga e i vescovi di Ösel-Wiek, Curlandia e Dorpat, in cui si discusse su quali dovessero essere le rispettare sfere di influenza e territoriali dei vari partecipanti alla riunione.
Nella primavera del 1255, re Ottocaro II di Boemia avviò una campagna militare contro i pruzzi che saccheggiavano la Sambia: a tale operazione bellica su unì anche Dietrich von Grüningen, formando presso Elbing un gruppo di cavalieri provenienti da Kulm e dalla Varmia. Ad assisterlo nella conduzione delle forze vi era Otto III, margravio di Brandeburgo.
Dietrich von Grüningen morì il 3 settembre 1259.